# Kew Bridge
Kew Bridge je obloukový silniční most přes řeku Temži spojující londýnské městské části Richmond a Hounslow.
První most na místě současného mostu byl navržen Johnem Barnardem a postaven Robertem Tunstall, majitelem přívozu, který byl provozován na místě současného mostu. Výstavba mostu probíhala v letech 1758 – 1759 a pro veřejnost byl otevřen dne 1. července 1759 Jiřím, princem z Walesu. Most měl devět oblouků, dva kamenné u břehů a sedm dřevěných přes řeku. Jeho nejdelší rozpětí mělo 15 m. Nahrazen byl druhým mostem, který byl postaven Robertem Tunstall, synem původního stavitele. Architektem druhého mostu byl James Paine, který se podílel i na návrhu nedalekého Richmond Bridge. Výstavba byla zahájena 4. června 1783 a stála 16 500 liber. Druhý most byl otevřen 22. září 1789 také Jiřím, který se mezitím stal králem. Podobně jako na prvním mostě, i na druhém bylo vybíráno mýtné; v roce 1873 bylo zrušeno.
Druhý most byl zničen v roce 1899 a na jeho místě stál mezi říjnem a prosincem 1899 dočasný dřevěný most. Současný třetí most byl otevřen 20. května 1903 králem Eduardem VII. A jeho manželkou Alexandrou Dánskou. Architekty mostu byly John Wolfe Barry a Cuthbert A. Brereton. Celková délka mostu je 360 m, nejdéle ze tří hlavních rozpětí má délku 41 m. Šířka mostu je 23 m, vozovka má šířku 17 m a chodníky 3 m. Výška mostu nad hladinou Temže při nízkém přílivu je 10,5 m.
V jeho blízkosti se nachází stejnojmenná železniční stanice a muzeum Kew Bridge Steam Museum.